# Ledeira callosa
Ledeira callosa är en insektsart som beskrevs av Irena Dworakowska 1969. Ledeira callosa ingår i släktet Ledeira och familjen dvärgstritar. Inga underarter finns listade i Catalogue of Life.